# Robert Tibshirani
Robert Tibshirani (10 luglio 1956) è uno statistico statunitense.
È un professore del Dipartimento di Statistica alla Stanford University. È stato professore alla University of Toronto dal 1985 al 1998. Nel suo lavoro, ha sviluppato diversi metodi statistici per l'analisi di dataset complessi, più recentemente negli ambiti della genomica e proteomica.
Il suo contributo più celebre è stato il metodo LASSO, in cui ha proposto l'uso della metrica L1 come penalizzazione in problemi di regressione, e la cosiddetta Significance Analysis of Microarrays.
È stato anche coautore di tre libri molto conosciuti nel campo della statistica: "Generalized Additive Models", "An Introduction to the Bootstrap", and "The Elements of Statistical Learning"
, l'ultimo dei quali è disponibile gratuitamente dalla pagina web dell'autore, ed è largamente considerato come uno dei migliori testi introduttivi alla disciplina dell'apprendimento automatico.

## Biografia e attività scientifica
Tibshirani è nato il 10 luglio 1956 a Niagara Falls, Ontario, in Canada. Ha ricevuto il suo B. Math. in statistica ed informatica dall'Università di Waterloo nel 1979 ed un Master's degree in Statistica presso l'Università di Toronto nel 1980. Ha poi preso parte al programma di dottorato della Stanford University nel 1981, ricevendo un Ph.D. nel 1984 sotto la supervisione di Bradley Efron. Il titolo della sua tesi di dottorato era "Local likelihood estimation".

## Premi e riconoscimenti
Tibshirani ha ricevuto il COPSS Presidents' Award nel 1996. Questo premio è assegnato unitamente dalle società statistiche mondiali e riconosce il merito per eccezionali contributi alle scienze statistiche a statistici di età inferiore ai 40 anni.
È socio dell'Institute of Mathematical Statistics, della American Statistical Association, vincitore del premio Steacie e socio della Royal Society of Canada.
È stato eletto membro della Accademia nazionale delle scienze degli Stati Uniti d'America nel 2012.